# Feichtinger János
Baranyanádasdi Feichtinger János (Szölgyén, 1811. december 13. – Esztergom, 1889. május 20.) esztergomi kanonok és főegyházmegyei könyvtáros.

## Élete
1834. december 13-án misés pappá szenteltetett föl; káplán volt Érsekújvárott és Esztergomban, plébános Süttőn, azután Esztergomban; majd esperessé, főegyházmegyei könyvtárossá és kanonokká neveztetett ki.
Főérdeme a főegyházmegyei könyvtár százezernél több kötetének rendezése és lajstromozása. Ezután egy terjedelmes családi Album írásához fogott, mely 40 kiló tömegű, díszesen bekötött ívrétű könyv illusztrációkkal és tartalmazza a család tagjainak, rokonainak és hozzátartozóinak életrajzait 1600-tól kezdve arcképekkel és fotográfiákkal. Ezen Album írását öccse, Feichtinger Sándor főorvos folytatta.